# Séricourt
Séricourt ist eine französische Gemeinde mit 46 Einwohnern (Stand 1. Januar 2022) im Arrondissement Arras des Départements Pas-de-Calais. Sie liegt im Kanton Saint-Pol-sur-Ternoise und ist Mitglied des Kommunalverbandes Ternois.
| Nuncq-Hautecôte |         | Sibiville         |
|                 | Kompass |                   |
| Frévent         |         | Bouret-sur-Canche |

## Sehenswürdigkeiten

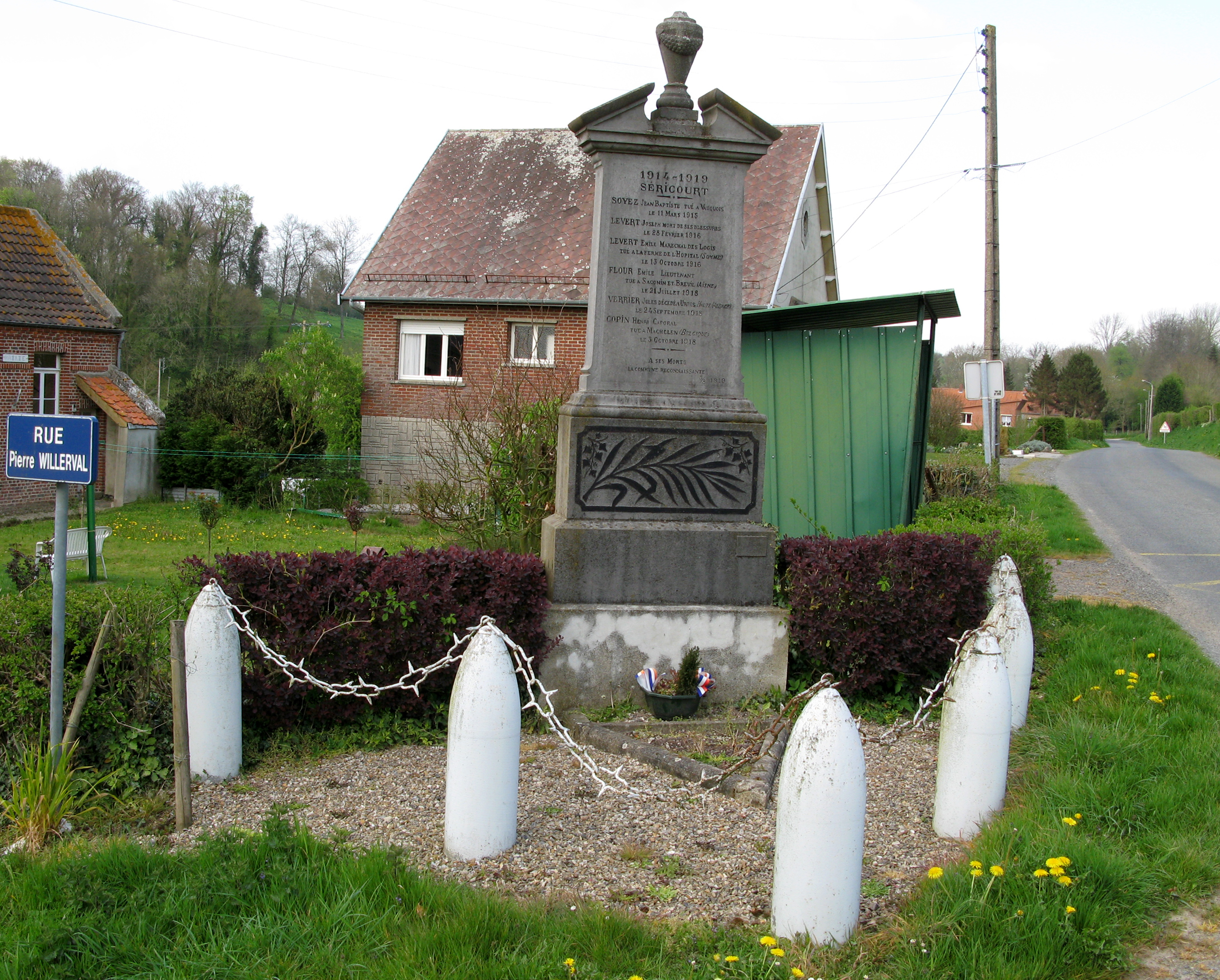
Kriegerdenkmal
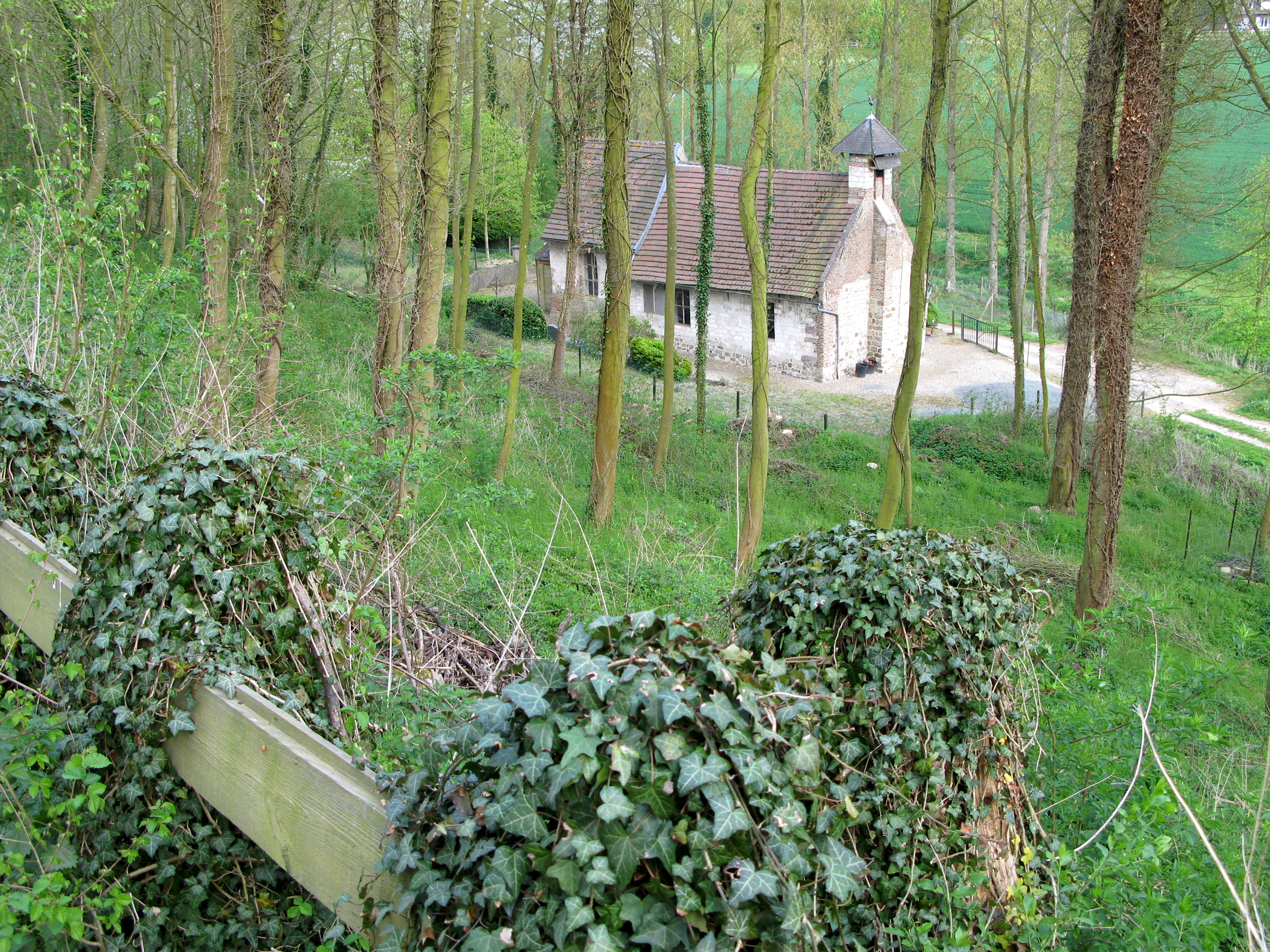
Kirche Saint-Martin